# Vettasrova
Vettasrova är ett naturreservat i Gällivare kommun i Norrbottens län.
Området är naturskyddat sedan 2011 och är 4,2 kvadratkilometer stort. Reservatet omfattar brandpräglad sandtallskog väster om sjön Vettasjärvi. 